# Irina
Irina is een plaats en gemeente in Madagaskar in het district Ihosy, gelegen in de regio Ihorombe. Een volkstelling in 2001 telde het inwonersaantal op 5286 inwoners.
De plaats biedt enkel lager onderwijs aan. 66,6% van de bevolking werkt als landbouwer, 33,3% leeft van de veeteelt en 0,1% heeft een baan in de dienstensector. Het belangrijkste landbouwproduct is rijst, andere belangrijke producten zijn tomaten, tabak en cassave.